# Ciotusza Nowa
Ciotusza Nowa – wieś w Polsce, położona w województwie lubelskim, w powiecie tomaszowskim, w gminie Susiec, na Wyżynie Lubelskiej, na Roztoczu Środkowym.
w latach 1954-1959 wieś należała i była siedzibą gromady Ciotusza Nowa. W latach 1975–1998 wieś administracyjnie należała do województwa zamojskiego.
Wieś jest sołectwem w gminie Susiec. Według Narodowego Spisu Powszechnego z roku 2011 wieś liczyła 506 mieszkańców.
Ciotusza Nowa należy do Parafii Rzymsko-Katolickiej p.w. św. Tomasza Apostoła w Majdanie Sopockim. Miejscowość jest oddalona ok. 200 m od drogi Tomaszów Lubelski – Biłgoraj, w odległości 15 km od Tomaszowa i ok. 45 km od Biłgoraja. Ciotusza Nowa jest położona na wysokości od 275 do 355 m n.p.m. Zajmuje ona obszar 818,1 ha. W miejscowości ma swe źródło rzeka Sopot. Przeważają tu gleby niskiej klasy (IV – VI). Ciotusza Nowa posiada kilka przysiółków: Kolonia Ciotusza, Józefówek, Kolonia Nowinki, Kolonia Zuby.

## Części wsi
| SIMC    | Nazwa     | Rodzaj    |
| ------- | --------- | --------- |
| 0900293 | Józefówek | część wsi |
| 0900301 | Kolonia   | część wsi |
| 0900318 | Zuby      | część wsi |

## Historia wsi

### Do roku 1945
Miejscowość Ciotusza została założona przez Oleśnickich w 1591 r., wtedy Jan Zamoyski oskarżył Marcina Oleśnickiego podsędka ziemskiego bełskiego „iż wdarł się wgłąb dóbr ordynackich, graniczących z posiadłościami Lipskich, tam wykarczował wiele lasu i osadził nową wieś Ciotuszę.”. Nigdzie nie ma informacji na temat powstania nazwy miejscowości. Wraz z kilkoma innymi wioskami Oleśnickich Ciotusza była obciążona długiem w wysokości 16 500 złp, a prawa do niego posiadał hetman Stanisław Żółkiewski. W 1603 roku przelał on swe prawa na Jana Zamoyskiego, który zajął obciążone długiem wsie. Później wieś przeszła w drodze spadku na Tomasza Zamoyskiego. Dopiero w 1627 roku udało się Oleśnickim odzyskać zastawione ziemie z powrotem. W 1688 roku wieś była własnością Hurczyna.
W 1738 roku Ciotuszę nabył Stanisław Trzcziński herbu Ślepowron. Po nim wieś odziedziczył jego syn Józef, a po nim wnuk Tadeusz. Pod koniec XVIII wieku Głogowscy herbu Grzymała. Około 1801 Wincenty Głogowski sprzedał Ciotuszę Euzebiemu Lipskiemu za sumę 120 000 zł. Po jego śmierci wieś odziedziczyły córki. Majątek był bardzo zadłużony i trafił na licytację.
Według spisu z 1827 roku Ciotusza należała do powiatu zamojskiego i parafii Krasnobród. W 1828 r. według spisu znajdował się we wsi drewniany dwór sosnowy, na podmurówce, z gankiem, zwrócony frontem na południe, kryty gontem. Zabudowania folwarczne były częściowo podpiwniczone, a część gospodarcza ogrodzona płotem. Istniały wówczas: wozownia, spichlerz i kurnik z XVIII wieku i nowsze (a więc zapewne XIX wieczne) stajnia, chlewy, wozownia, obora ze spichrzem, chlewik, stodoła i szopa. Ponadto osobną grupę budynków stanowiła gorzelnia, browar i wołownik, również ogrodzone.
W 1837 dobra Ciotusza złożone z folwarków w Ciotuszy, Róży i Józefówku oraz wsi Ciotusza Stara i Nowa, Róża i Józefówek kupił za 65 350 rubli Józef Gabriel Szeptycki, żonaty z Amelią Lipską, córką poprzedniego właściciela. W 1838 roku dobra Ciotusza o powierzchni 1572 morgi złożone z Ciotuszy z Różą i Józefówkiem zostały sprzedane za sumę 37 750 rubli. W folwarku były 3 budynki murowane i 15 drewnianych oraz młyn wodny ulokowany przy rzece Sopot oraz gorzelnia. Ciotusza Nowa zajmowała wtedy 350 mórg gruntu i były w niej 34 domy. Wieś należała wtedy do powiatu biłgorajskiego, do gminy z siedzibą w Majdanie Sopockim.
W 1853 roku zmarł Piotr Olszewski, który na dobrach Ciotusza zabezpieczył 30 000 zł. Zapewne był on dzierżawcą dóbr Ciotusza.
Gdy Józef Szeptycki rozwiódł się ze swoją żoną Amelią, to jego żona wyszła za mąż za Gródeckiego. W 1857 roku Józef Szeptycki zmarł bezpotomnie, wtedy wieś otrzymały w spadku dzieci jego brata Piotra: małoletni Jan i Michalina, nad którymi opiekę sprawowała ich matka Róża Szeptycka. Dobra Ciotusza były zadłużone, dlatego w czerwcu 1858 roku decyzją rady familijnej zostały sprzedane za 249 000 zł Konstantemu Sznukowi. W 1860 r. wykupił on prawa do dóbr od Amelii Lipskiej. Konstanty Sznuk wybudował w Ciotuszy nowy dwór i prawdopodobnie częściowo zmodernizował zabudowania gospodarcze. Po jego śmierci dobra otrzymała w spadku żona Maria i dzieci: Konstantyn Andrzej, Tadeusz Karol i Felicja Jadwiga. Ta ostatnia wyszła za mąż za Józefa Boguckiego i zapewne wykupiła udziały pozostałych, bowiem na początku XX wieku była jedyną właścicielką. W 1880 roku wybudowano w Ciotuszy Nowej drewniany młyn wodny „Zuby”. Następny drewniany młyn wodny zbudowano we wsi w 1928 roku.
11 listopada 1863 roku oddział Karola Świdzińskiego natknął się pod Ciotuszą na 2 roty piechoty rosyjskiej i stoczył z nimi potyczkę. W jej wyniku zginęło 7 powstańców, 9 dostało się do niewoli a 40 innych uszło za kordon.
W 1906 roku większość dóbr kupił za 65 tys. rubli Stanisław Niewęgłowski, który jednak w latach 1911-12 sprzedał je z przeznaczeniem na parcelację. Część dóbr kupili Urys Moszkowicz Bajtel, Chaim Jaśków Moszkowicz Szemier i Ludko Lejzorow Agier, lecz w dwa lata później odkupił ich udziały Albin Sierakowski. Po jego śmierci w 1937 roku część Ciotuszy odziedziczyły córki: Barbara za Czesławem Szkodą i Ludmiła za Antonim Panasem. Większość gruntów ornych odkupił od Niewęgłowskiego w 1911 roku Włościański Bank Ziemski, z przeznaczeniem na parcelację. Do parcelacji jednak nie doszło i w 1921 roku ziemia przeszła na Skarb Państwa. Część dóbr z założeniem dworskim pozostała jednak w rękach Niewęgłowskiego do 1917 roku, kiedy sprzedał je Marcinowi Małuji. Ten z kolei w 1923 roku odsprzedał majątek Aleksandrowi i Zofii Skibińskim. Skibińscy w okresie międzywojennym prowadzili parcelację dóbr. Część założenia dworskiego kupili wówczas Szelągowie.
Według spisu z 1921 roku w Ciotuszy Nowej było 54 domy i 431 mieszkańców.Natomiast w folwarku było 7 domów i 119 mieszkańców. W tym 5 Ukraińców i 17 Żydów.

### II wojna światowa
We wrześniu 1939 roku podążały przez Ciotuszę w kierunku Tomaszowa główne siły armii „Lublin” i „Kraków”. 17 września 1939 roku przez Ciotuszę przechodziła południowa kolumna pod dowództwem ppłk. dypl. Zenona Wzacnego. Po nocnym przemarszu dowództwo przebywało w Ciotuszy. 18 września w Ciotuszy poległ por. Zbigniew Rudziński, adiutant dowódcy Dywizjonu Przeciwpancernego Warszawskiej Brygady Pancerno-Motorowej. 19 września grupa operacyjna gen. Boruty – Spiechowicza miała zadanie osłaniać południowo-zachodnie skrzydło armii na obszarze Ciotusza – Wólka Łosiniecka – Łasochy.
W lutym 1943 roku Ciotusza Stara i Nowa zostały spacyfikowane przez nazistów, jednak część ludności uszła w lasy. W lipcu 1943 roku do Ciotuszy nasiedlono Ukraińców. Ludność polska zdołała ujść wysiedleniu.
Podczas II wojny światowej część ludności była represjonowana przez hitlerowców i bolszewików.
W Auschwitz zginął 10.11.1941 Jan Gąsiorek (ur. 1903-05-11), był on organistą w kościele parafialnym w Majdanie Sopockim, otrzymał on numer obozowy: 19551. Do Auschwitz został zabrany razem z księdzem Henrykiem Blicharskim (ur. 1901-06-25 w Kazimierzu Dolnym), proboszczem parafii Majdan Sopocki. Ksiądz Henryk Blicharski otrzymał numer obozowy: 19550, zginął 15.03.1942 w Auschwitz.

### Po roku 1945
W 1947 roku założono Ochotniczą Straż Pożarną.
W 1966 roku w Ciotuszy oddano do użytku szkołę - Pomnik Tysiąclecia. Obecnie szkoła nie funkcjonuje.
W latach 1975–1998 miejscowość należała do województwa zamojskiego.
W 1980 r. powstał zespół ludowy „Jutrzenka”. Jego założycielem był Jan Herda. Wraz z ogłoszeniem stanu wojennego zespół zaprzestał działalności. Działalność zespołu została wznowiona w roku 1998. Jutrzenka bierze udział w festynach, w dożynkach, Festiwalach Pieśni Maryjnej w Górecku.

#### Kościół filialny
W roku 1982 z inicjatywy proboszcza Parafii p.w. św. Tomasza Apostoła w Majdanie Sopockim – ks. Romana Marszalca wybudowano kościół filialny w Ciotuszy pod wezwaniem Matki Bożej Częstochowskiej. Kościół został poświęcony w roku 1982 przez bpa Zygmunta Kamińskiego. W latach 90. kościół otynkowano z zewnątrz. W 2004 z inicjatywy ks. proboszcza Krzysztofa Śnioska odnowiono wnętrze kościoła. W 2007 zmieniono pokrycie dachu na blachę trapezową. W 2008 roku założono nowe nagłośnienie firmy Rduch. W roku 2010 założono elektroniczne dzwony na wieży kościoła.

#### Przydrożne krzyże i figury
Niedaleko kościoła znajduje się historyczna kapliczka drewniana z figurą św. Stanisława, na skrzyżowaniu dwu dróg: asfaltowej Ciotusza Stara - Tomaszów Lubelski i piaszczystej Ciotusza Nowa - Krasnobród, wykonana jest z drewna, na kamiennym podwyższeniu o wysokości 50 cm, na czterech słupkach mieści się czworokątny dach kryty gontem zakończony żelaznym krzyżem. Wewnątrz figura św. Stanisława bpa, rzeźbiona w drewnie, pomalowana farbą olejną. Kapliczka ta przed rokiem 1905 stała na polu. W latach: 1905–1910 dziedzic Pogudzki postawił tę kapliczkę na skrzyżowaniu dróg. W roku 1998 została odnowiona przez mieszkańców Ciotuszy. Ponadto w miejscowości znajdują się następujące kapliczki i krzyże przydrożne:
- Figura kamienna na początku wsi Ciotusza Nowa, na dwu stopniach postumentu, zakończona krzyżem metalowym z wizerunkiem ukrzyżowanego Chrystusa. Na wysokości 1,5 m z czterech stron figury wgłębienia, w których namalowane postacie świętych.
- Kapliczka drewniana z wizerunkiem MB Częstochowskiej.
- Krzyż drewniany z drewnianym ogrodzeniem.
- Figura kamienna, zakończona metalowym krzyżem.
- Drewniany krzyż, przy drodze Ciotusza – Róża.
- Kamienny krzyż, na kolonii.

Na wsi znajduje się pozostałość po zabudowaniach dworskich — jeden z budynków murowanych oraz młyn wodny, który został przystosowany do napędu elektrycznego — stoją do dziś w zachodniej części miejscowości.
We wsi znajduje się budynek remizo-świetlicy oddany do użytku w 1993 roku. W budynku mają swoje siedzibę Ochotnicza Straż Pożarna oraz zespół Jutrzenka.
Obecnie we wsi znajdują się pozostałości dworu z początku XX w. oraz młynu z XIX w.
W Ciotuszy Nowej działa jednostka Ochotniczej Straży Pożarnej.

## Zabytki
- Kapliczka brogowa z rzeźbą św. Stanisława z pocz. XX w.[19]